# دوري الضفة الغربية الدرجة الأولى
دوري الضفة الغربية الدرجة الأولى هي بطولة لكرة القدم في الضفة الغربية، وهي تمثل المستوى الثاني في نظام دوري كرة القدم الفلسطيني. بدأت البطولة عام 1985 وفاز بها نادي شباب الظاهرية. عام 2008، كان للدوري 4 مجموعات تضم كل مجموعة 10 أندية وكان هناك 3 مراحل.

## الأبطال
- 1985-86: نادي شباب الظاهرية. (1)
- 1998-99: نادي ترجي واد النيص. (1)
- 2008-09: نادي شباب العبيدية. (1)
- 2009-10: مركز شباب بلاطة. (1)
- 2011-12: أهلي الخليل. (1)
- 2012-13: ثقافي طولكرم . (1)
- 2013-14: نادي شباب يطا (1) وشباب دورا. (1)